# Дрезденски зелени дијамант
Дрезденски зелени дијамант је 41 каратни (8,2 г) природно зелени дијамант који се први пут помиње давне 1722, када се у Лондону 25 октобра појавио чланак о њему.
Име је добио у Слободној држави Саксонији, Немачкој у којој се последња два века највише излагао. На крају Другог светског рата пребачен је у Савез Совјетских Социјалистичких Република. У СССР се чувао до 1958. Године 2000. излаган је Смитсоновој збирци дијаманата у Вашингтону, САД, где је био постављен у истој соби са сличним познатим Хоуповим дијамантом. Дијамант је данас изложен у Зеленом трезору, делу Државног музеја Дрезден. 
Уникатна зелена боја овог драгуља последица је дугорочне изложености радиоактивним материјалима. Камен је коришћен као тест за проверу разлике међу природним и вештачки направљеним дијамантима у нади да ће бити корак ближе осмишљању теста који би утврдио разлике између вештачких дијаманата и оних природних који су, иначе, прилично ретки. 